# The Hurricane
The Hurricane, conocida en España como Huracán Carter y en algunos países de Hispanoamérica como Huracán, es una película de 1999 dirigida por Norman Jewison y protagonizada por Denzel Washington. Pretende ser la verdadera historia del boxeador Rubin Carter, a quien se absolvió de triple asesinato después de que hubiera pasado casi veinte años en prisión.

## Sinopsis
La película narra la vida del brillante boxeador de vida tormentosa Rubin "Huracán" Carter (Denzel Washington), centrándose sobre todo en el periodo entre 1966 y 1985. Describe su lucha contra la acusación de triple asesinato y cómo afronta casi veinte años en prisión durante esa época. En una trama paralela, un joven desfavorecido de Brooklyn, Lesra Martin (Vicellous Reon Shannon) se interesa por su destino después de leer su autobiografía, y convence a sus tutores canadienses que lo han adoptado a comprometerse en el caso.
La historia culmina con las peticiones formuladas por el equipo de Carter para reabrir el caso, que finalmente se juzga en un tribunal federal donde el juez, en su veredicto, dictamina que Hurricane fue encarcelado más por razones racistas que por hechos, y que el caso se encubrió más que se aclaró, por lo que Carter es finalmente absuelto.

## Elenco
- Denzel Washington como Rubin "Huracán" Carter
- Vicellous Reon Shannon como Lesra Martin
- Deborah Kara Unger como Lisa Peters
- Liev Schreiber como Sam Chaiton
- John Hannah como Terry Swinton
- Dan Hedaya como el sargento Della Pesca
- Debbi Morgan como Mae Thelma Carter
- Clancy Brown como el teniente Jimmy Williams
- David Paymer como Myron Beldock
- Harris Yulin como Leon Friedman
- Rod Steiger como el juez Lee Sarokin
- Vincent Pastore como Alfred Bello
- George T. Odom como el gran Ed
- Beatrice Winde como Louise Cockersham
- Badja Djola como Mobutu

## Producción
Norman Jewison se interesó por una película biográfica de «Huracán» Carter en 1992. Armyan Bernstein compró los derechos de rodaje a través de Beacon Pictures, y pasó a escribir los primeros guiones mientras establecía una asociación de financiación con Irving Azoff. Al principio, Jewison pensó que la historia era tan extensa que encajaría mejor como miniserie de televisión.
Para el papel protagonista se pensó al principio en Samuel L. Jackson o Wesley Snipes, pero al final fue a parar a Denzel Washington. Una vez que Denzel Washington firmó para interpretar al personaje principal, se sometió a un largo entrenamiento de boxeo y trabajó estrechamente con Rubin Carter. Washington dijo: «Tomaba ollas y ollas de café y paquetes de cigarrillos. Tomaba un poco de café. Es interesante y desafiante cuando la persona está ahí, viva y en la sala".
El rodaje comenzó en noviembre de 1998, con localizaciones tanto en Nueva Jersey -la prisión estatal de East Jersey en Rahway y las ciudades de Avenel y Paterson- como en Toronto.